# Lysandra analoga
Lysandra analoga är en fjärilsart som beskrevs av Hermann Stauder 1923. Lysandra analoga ingår i släktet Lysandra och familjen juvelvingar. Inga underarter finns listade i Catalogue of Life.